# Europees kampioenschap voetbal mannen onder 19 - 2011 (kwalificatie)
De kwalificatie voor het Europees kampioenschap voetbal voor mannen onder 19 jaar van 2011 werd gespeeld tussen 28 september 2010 en 5 juni 2011. Er zouden in totaal 7 landen kwalificeren voor het eindtoernooi dat in juli 2011 heeft plaatsgevonden in Roemenië. Dat land hoefde geen kwalificatiewedstrijden te spelen. In totaal deden er 52 landen van de UEFA mee.

## Gekwalificeerde landen
| # | Land        | Gekwalificeerd als          | Beste prestatie                     |
| - | ----------- | --------------------------- | ----------------------------------- |
| 1 | Roemenië    | Gastland                    |                                     |
| 2 | België      | Eliteronde: Winnaar groep 1 | Groepsfase (2002, 2004 en 2006)     |
| 3 | Spanje      | Eliteronde: Winnaar groep 2 | Kampioen (2002, 2004, 2006 en 2007) |
| 4 | Griekenland | Eliteronde: Winnaar groep 3 | Tweede (2007)                       |
| 5 | Ierland     | Eliteronde: Winnaar groep 4 | Halve finale (2002 en 2011)         |
| 6 | Tsjechië    | Eliteronde: Winnaar groep 5 | Halve finale (2003, 2006 en 2008)   |
| 7 | Servië      | Eliteronde: Winnaar groep 6 | Halve finale (2005 en 2009)         |
| 8 | Turkije     | Eliteronde: Winnaar groep 7 | Tweede (2004)                       |

## Kwalificatieronde

### Groep 1
De wedstrijden werden gespeeld tussen 20 oktober en 25 oktober in Wales.
| Pos | Team       | Wed | W | G | V | Ptn | DV | DT | +/− | Kwalificatie              |   | TUR | WAL | ISL | KAZ |
| --- | ---------- | --- | - | - | - | --- | -- | -- | --- | ------------------------- | - | --- | --- | --- | --- |
| 1   | Turkije    | 3   | 2 | 1 | 0 | 7   | 10 | 5  | +5  | Geplaatst voor eliteronde |   | —   | 3–3 | 2–1 | 5–1 |
| 2   | Wales      | 3   | 1 | 2 | 0 | 5   | 6  | 5  | +1  | Geplaatst voor eliteronde |   | —   | —   | 2–1 | 1–1 |
| 3   | IJsland    | 3   | 1 | 0 | 2 | 3   | 6  | 4  | +2  |                           |   | —   | —   | —   | 4–0 |
| 4   | Kazachstan | 3   | 0 | 1 | 2 | 1   | 2  | 10 | −8  |                           | — | —   | —   | —   |     |

### Groep 2
De wedstrijden werden gespeeld tussen 28 september en 3 oktober in Estland.
| Pos | Team          | Wed | W | G | V | Ptn | DV | DT | +/− | Kwalificatie              |   | EST | NOR | SCO | LIE |
| --- | ------------- | --- | - | - | - | --- | -- | -- | --- | ------------------------- | - | --- | --- | --- | --- |
| 1   | Estland       | 3   | 2 | 0 | 1 | 6   | 6  | 2  | +4  | Geplaatst voor eliteronde |   | —   | 2–0 | 1–2 | 3–0 |
| 2   | Noorwegen     | 3   | 2 | 0 | 1 | 6   | 9  | 4  | +5  | Geplaatst voor eliteronde |   | —   | —   | 4–2 | 5–0 |
| 3   | Schotland     | 3   | 2 | 0 | 1 | 6   | 11 | 5  | +6  |                           |   | —   | —   | —   | 7–0 |
| 4   | Liechtenstein | 3   | 0 | 0 | 3 | 0   | 0  | 15 | −15 |                           | — | —   | —   | —   |     |

### Groep 3
De wedstrijden werden gespeeld tussen 11 oktober en 16 oktober in Portugal.
| Pos | Team         | Wed | W | G | V | Ptn | DV | DT | +/− | Kwalificatie              |   | POR | GRE | AZE | GEO |
| --- | ------------ | --- | - | - | - | --- | -- | -- | --- | ------------------------- | - | --- | --- | --- | --- |
| 1   | Portugal     | 3   | 1 | 2 | 0 | 5   | 6  | 3  | +3  | Geplaatst voor eliteronde |   | —   | 1–1 | 2–2 | 3–0 |
| 2   | Griekenland  | 3   | 1 | 1 | 1 | 4   | 2  | 2  | 0   | Geplaatst voor eliteronde |   | —   | —   | 1–0 | 1–0 |
| 3   | Azerbeidzjan | 3   | 1 | 1 | 1 | 4   | 5  | 3  | +2  |                           |   | —   | —   | —   | 3–0 |
| 4   | Georgië      | 3   | 1 | 0 | 2 | 3   | 1  | 6  | −5  |                           | — | —   | —   | —   |     |

### Groep 4
De wedstrijden werden gespeeld tussen 7 oktober en 12 oktober in Zweden.
| Pos | Team       | Wed | W | G | V | Ptn | DV | DT | +/− | Kwalificatie              |   | UKR | RUS | DEN | SWE |
| --- | ---------- | --- | - | - | - | --- | -- | -- | --- | ------------------------- | - | --- | --- | --- | --- |
| 1   | Oekraïne   | 3   | 2 | 0 | 1 | 6   | 4  | 2  | +2  | Geplaatst voor eliteronde |   | —   | 1–2 | 2–0 | 1–0 |
| 2   | Rusland    | 3   | 2 | 0 | 1 | 6   | 7  | 5  | +2  | Geplaatst voor eliteronde |   | —   | —   | 1–2 | 4–2 |
| 3   | Denemarken | 3   | 2 | 0 | 1 | 6   | 5  | 3  | +2  |                           |   | —   | —   | —   | 3–0 |
| 4   | Zweden     | 3   | 0 | 0 | 3 | 0   | 2  | 8  | −6  |                           | — | —   | —   | —   |     |

### Groep 5
De wedstrijden werden gespeeld tussen 1 oktober en 6 oktober in Bosnië en Herzegovina.
| Pos | Team                  | Wed | W | G | V | Ptn | DV | DT | +/− | Kwalificatie              |  | BLR | MKD | CZE | BIH |
| --- | --------------------- | --- | - | - | - | --- | -- | -- | --- | ------------------------- |  | --- | --- | --- | --- |
| 1   | Wit-Rusland           | 3   | 2 | 0 | 1 | 6   | 5  | 4  | +1  | Geplaatst voor eliteronde |  | —   | 3–0 | 0–3 | 2–1 |
| 2   | Noord-Macedonië       | 3   | 1 | 1 | 1 | 4   | 2  | 4  | −2  | Geplaatst voor eliteronde |  | —   | —   | 1–0 | 1–1 |
| 3   | Tsjechië              | 3   | 1 | 1 | 1 | 4   | 3  | 1  | +2  | Geplaatst voor eliteronde |  | —   | —   | —   | 0–0 |
| 4   | Bosnië en Herzegovina | 3   | 0 | 2 | 1 | 2   | 2  | 3  | −1  |                           |  | —   | —   | —   | —   |

### Groep 6
De wedstrijden werden gespeeld tussen 25 oktober en 30 oktober in Hongarije.
| Pos | Team      | Wed | W | G | V | Ptn | DV | DT | +/− | Kwalificatie              |  | HUN | POL | MDA | FIN |
| --- | --------- | --- | - | - | - | --- | -- | -- | --- | ------------------------- |  | --- | --- | --- | --- |
| 1   | Hongarije | 3   | 2 | 0 | 1 | 6   | 3  | 1  | +2  | Geplaatst voor eliteronde |  | —   | 2–0 | 0–1 | 1–0 |
| 2   | Polen     | 3   | 1 | 1 | 1 | 4   | 2  | 2  | 0   | Geplaatst voor eliteronde |  | —   | —   | 0–0 | 2–0 |
| 3   | Moldavië  | 3   | 1 | 1 | 1 | 4   | 3  | 6  | −3  | Geplaatst voor eliteronde |  | —   | —   | —   | 2–6 |
| 4   | Finland   | 3   | 1 | 0 | 2 | 3   | 6  | 5  | +1  |                           |  | —   | —   | —   | —   |

### Groep 7
De wedstrijden werden gespeeld tussen 7 oktober en 12 oktober in Letland.
| Pos | Team    | Wed | W | G | V | Ptn | DV | DT | +/− | Kwalificatie              |   | ITA | CRO | LAT | FAR |
| --- | ------- | --- | - | - | - | --- | -- | -- | --- | ------------------------- | - | --- | --- | --- | --- |
| 1   | Italië  | 3   | 3 | 0 | 0 | 9   | 8  | 2  | +6  | Geplaatst voor eliteronde |   | —   | 3–1 | 2–1 | 3–0 |
| 2   | Kroatië | 3   | 1 | 1 | 1 | 4   | 5  | 6  | −1  | Geplaatst voor eliteronde |   | —   | —   | 2–1 | 2–2 |
| 3   | Letland | 3   | 1 | 0 | 2 | 3   | 4  | 5  | −1  |                           |   | —   | —   | —   | 2–1 |
| 4   | Faeröer | 3   | 0 | 1 | 2 | 1   | 3  | 7  | −4  |                           | — | —   | —   | —   |     |

### Groep 8
De wedstrijden werden gespeeld tussen 8 oktober en 13 oktober in België.
| Pos | Team     | Wed | W | G | V | Ptn | DV | DT | +/− | Kwalificatie              |   | BEL | ENG | CYP | ALB |
| --- | -------- | --- | - | - | - | --- | -- | -- | --- | ------------------------- | - | --- | --- | --- | --- |
| 1   | België   | 3   | 3 | 0 | 0 | 9   | 8  | 2  | +6  | Geplaatst voor eliteronde |   | —   | 2–1 | 4–1 | 2–0 |
| 2   | Engeland | 3   | 2 | 0 | 1 | 6   | 11 | 3  | +8  | Geplaatst voor eliteronde |   | —   | —   | 4–0 | 6–1 |
| 3   | Cyprus   | 3   | 0 | 1 | 2 | 1   | 1  | 8  | −7  |                           |   | —   | —   | —   | 0–0 |
| 4   | Albanië  | 3   | 0 | 1 | 2 | 1   | 1  | 8  | −7  |                           | — | —   | —   | —   |     |

### Groep 9
De wedstrijden werden gespeeld tussen 7 oktober en 12 oktober in Slovenië.
| Pos | Team      | Wed | W | G | V | Ptn | DV | DT | +/− | Kwalificatie              |   | NED | SVK | SLO | MLT |
| --- | --------- | --- | - | - | - | --- | -- | -- | --- | ------------------------- | - | --- | --- | --- | --- |
| 1   | Nederland | 3   | 3 | 0 | 0 | 9   | 7  | 0  | +7  | Geplaatst voor eliteronde |   | —   | 2–0 | 2–0 | 3–0 |
| 2   | Slowakije | 3   | 2 | 0 | 1 | 6   | 5  | 2  | +3  | Geplaatst voor eliteronde |   | —   | —   | 1–0 | 4–0 |
| 3   | Slovenië  | 3   | 1 | 0 | 2 | 3   | 4  | 3  | +1  |                           |   | —   | —   | —   | 5–0 |
| 4   | Malta     | 3   | 0 | 0 | 3 | 0   | 0  | 11 | −11 |                           | — | —   | —   | —   |     |

### Groep 10
De wedstrijden werden gespeeld tussen 7 oktober en 12 oktober in Bulgarije.
| Pos | Team      | Wed | W | G | V | Ptn | DV | DT | +/− | Kwalificatie              |   | SRB | IRL | BUL | LUX |
| --- | --------- | --- | - | - | - | --- | -- | -- | --- | ------------------------- | - | --- | --- | --- | --- |
| 1   | Servië    | 3   | 3 | 0 | 0 | 9   | 7  | 0  | +7  | Geplaatst voor eliteronde |   | —   | 1–0 | 3–0 | 3–0 |
| 2   | Ierland   | 3   | 2 | 0 | 1 | 6   | 7  | 2  | +5  | Geplaatst voor eliteronde |   | —   | —   | 2–1 | 5–0 |
| 3   | Bulgarije | 3   | 1 | 0 | 2 | 3   | 4  | 5  | −1  |                           |   | —   | —   | —   | 3–0 |
| 4   | Luxemburg | 3   | 0 | 0 | 3 | 0   | 0  | 11 | −11 |                           | — | —   | —   | —   |     |

### Groep 11
De wedstrijden werden gespeeld tussen 19 oktober en 24 oktober in Litouwen.
| Pos | Team     | Wed | W | G | V | Ptn | DV | DT | +/− | Kwalificatie              |   | ESP | ISR | ARM | LIT |
| --- | -------- | --- | - | - | - | --- | -- | -- | --- | ------------------------- | - | --- | --- | --- | --- |
| 1   | Spanje   | 3   | 3 | 0 | 0 | 9   | 12 | 0  | +12 | Geplaatst voor eliteronde |   | —   | 3–0 | 3–0 | 6–0 |
| 2   | Israël   | 3   | 2 | 0 | 1 | 6   | 4  | 3  | +1  | Geplaatst voor eliteronde |   | —   | —   | 3–0 | 1–0 |
| 3   | Armenië  | 3   | 1 | 0 | 2 | 3   | 1  | 6  | −5  |                           |   | —   | —   | —   | 1–0 |
| 4   | Litouwen | 3   | 0 | 0 | 3 | 0   | 0  | 8  | −8  |                           | — | —   | —   | —   |     |

### Groep 12
De wedstrijden werden gespeeld tussen 8 oktober en 13 oktober in Oostenrijk.
| Pos | Team       | Wed | W | G | V | Ptn | DV | DT | +/− | Kwalificatie              |   | FRA | MNE | AUT | SMR |
| --- | ---------- | --- | - | - | - | --- | -- | -- | --- | ------------------------- | - | --- | --- | --- | --- |
| 1   | Frankrijk  | 3   | 3 | 0 | 0 | 9   | 6  | 0  | +6  | Geplaatst voor eliteronde |   | —   | 2–0 | 1–0 | 3–0 |
| 2   | Montenegro | 3   | 1 | 1 | 1 | 4   | 6  | 3  | +3  | Geplaatst voor eliteronde |   | —   | —   | 1–1 | 5–0 |
| 3   | Oostenrijk | 3   | 1 | 1 | 1 | 4   | 5  | 2  | +3  |                           |   | —   | —   | —   | 4–0 |
| 4   | San Marino | 3   | 0 | 0 | 3 | 0   | 0  | 12 | −12 |                           | — | —   | —   | —   |     |

### Groep 13
De wedstrijden werden gespeeld tussen 8 oktober en 13 oktober in Duitsland.
| Pos | Team          | Wed | W | G | V | Ptn | DV | DT | +/− | Kwalificatie              |   | GER | SUI | NIR | AND  |
| --- | ------------- | --- | - | - | - | --- | -- | -- | --- | ------------------------- | - | --- | --- | --- | ---- |
| 1   | Duitsland     | 3   | 2 | 1 | 0 | 7   | 14 | 3  | +11 | Geplaatst voor eliteronde |   | —   | 2–2 | 2–1 | 10–0 |
| 2   | Zwitserland   | 3   | 1 | 2 | 0 | 5   | 8  | 2  | +6  | Geplaatst voor eliteronde |   | —   | —   | 0–0 | 6–0  |
| 3   | Noord-Ierland | 3   | 1 | 1 | 1 | 4   | 3  | 3  | 0   |                           |   | —   | —   | —   | 2–1  |
| 4   | Andorra       | 3   | 0 | 0 | 3 | 0   | 1  | 18 | −17 |                           | — | —   | —   | —   |      |

### Ranking nummers 3
Bij de ranking werd gekeken naar de wedstrijden die de nummers drie in de poule speelden tegen de nummers 1 en 2 uit de groep. De wedstrijden tegen het land dat vierde eindigde werden dus niet meegerekend. De twee beste landen, Moldavië en Tsjechië, kwalificeerden zich voor de eliteronde.
| Grp | Team          | Wed | W | G | V | Ptn | DV | DT | +/− | Kwalificatie              |
| --- | ------------- | --- | - | - | - | --- | -- | -- | --- | ------------------------- |
| 6   | Moldavië      | 2   | 1 | 1 | 0 | 4   | 1  | 0  | +1  | Geplaatst voor eliteronde |
| 5   | Tsjechië      | 2   | 1 | 0 | 1 | 3   | 3  | 1  | +2  | Geplaatst voor eliteronde |
| 2   | Schotland     | 2   | 1 | 0 | 1 | 3   | 4  | 5  | −1  |                           |
| 4   | Denemarken    | 2   | 1 | 0 | 1 | 3   | 2  | 3  | −1  |                           |
| 3   | Azerbeidzjan  | 2   | 0 | 1 | 1 | 1   | 2  | 3  | −1  |                           |
| 12  | Oostenrijk    | 2   | 0 | 1 | 1 | 1   | 1  | 2  | −1  |                           |
| 13  | Noord-Ierland | 2   | 0 | 1 | 1 | 1   | 1  | 2  | −1  |                           |
| 1   | IJsland       | 2   | 0 | 0 | 2 | 0   | 2  | 4  | −2  |                           |
| 7   | Letland       | 2   | 0 | 0 | 2 | 0   | 2  | 4  | −2  |                           |
| 9   | Slovenië      | 2   | 0 | 0 | 2 | 0   | 0  | 3  | −3  |                           |
| 10  | Bulgarije     | 2   | 0 | 0 | 2 | 0   | 1  | 5  | −4  |                           |
| 11  | Armenië       | 2   | 0 | 0 | 2 | 0   | 0  | 6  | −6  |                           |
| 8   | Cyprus        | 2   | 0 | 0 | 2 | 0   | 1  | 8  | −7  |                           |

## Loting eliteronde
| Pot A                                                     | Pot B                                                        | Pot C                                                            | Pot D                                                                  |
| --------------------------------------------------------- | ------------------------------------------------------------ | ---------------------------------------------------------------- | ---------------------------------------------------------------------- |
| Spanje Nederland Servië België Italië Frankrijk Duitsland | Turkije Engeland Noorwegen Ierland Estland Slowakije Rusland | Oekraïne Hongarije Wit-Rusland Israël Zwitserland Portugal Wales | Montenegro Tsjechië Polen Griekenland Kroatië Noord-Macedonië Moldavië |

## Eliteronde

### Groep 1
De wedstrijden werden gespeeld tussen 24 mei en 29 mei 2011 in België.
| Pos | Team     | Wed | W | G | V | Ptn | DV | DT | +/− | Kwalificatie                      |   | BEL | POR | CRO | EST |
| --- | -------- | --- | - | - | - | --- | -- | -- | --- | --------------------------------- | - | --- | --- | --- | --- |
| 1   | België   | 3   | 2 | 1 | 0 | 7   | 4  | 2  | +2  | Geplaatst voor het hoofdtoernooi. |   | —   | 1–0 | 3–2 | 0–0 |
| 2   | Portugal | 3   | 2 | 0 | 1 | 6   | 4  | 1  | +3  |                                   |   | —   | —   | 1–0 | 3–0 |
| 3   | Kroatië  | 3   | 1 | 0 | 2 | 3   | 3  | 4  | −1  |                                   | — | —   | —   | 1–0 |     |
| 4   | Estland  | 3   | 0 | 1 | 2 | 1   | 0  | 4  | −4  |                                   | — | —   | —   | —   |     |

### Groep 2
De wedstrijden werden gespeeld tussen 31 mei en 5 juni 2011 in Zwitserland.
| Pos | Team        | Wed | W | G | V | Ptn | DV | DT | +/− | Kwalificatie                      |   | ESP | ENG | SUI | MNE |
| --- | ----------- | --- | - | - | - | --- | -- | -- | --- | --------------------------------- | - | --- | --- | --- | --- |
| 1   | Spanje      | 3   | 2 | 1 | 0 | 7   | 6  | 2  | +4  | Geplaatst voor het hoofdtoernooi. |   | —   | 1–1 | 2–1 | 3–0 |
| 2   | Engeland    | 3   | 2 | 1 | 0 | 7   | 5  | 3  | +2  |                                   |   | —   | —   | 3–2 | 1–0 |
| 3   | Zwitserland | 3   | 1 | 0 | 2 | 3   | 6  | 7  | −1  |                                   | — | —   | —   | 3–2 |     |
| 4   | Montenegro  | 3   | 0 | 0 | 3 | 0   | 2  | 7  | −5  |                                   | — | —   | —   | —   |     |

### Groep 3
De wedstrijden werden gespeeld tussen 20 mei en 25 mei 2011 in Slowakije.
| Pos | Team        | Wed | W | G | V | Ptn | DV | DT | +/− | Kwalificatie                      |   | GRE | FRA | SVK | BLR |
| --- | ----------- | --- | - | - | - | --- | -- | -- | --- | --------------------------------- | - | --- | --- | --- | --- |
| 1   | Griekenland | 3   | 3 | 0 | 0 | 9   | 5  | 2  | +3  | Geplaatst voor het hoofdtoernooi. |   | —   | 2–1 | 2–1 | 1–0 |
| 2   | Frankrijk   | 3   | 2 | 0 | 1 | 6   | 5  | 2  | +3  |                                   |   | —   | —   | 2–0 | 2–0 |
| 3   | Slowakije   | 3   | 1 | 0 | 2 | 3   | 6  | 4  | +2  |                                   | — | —   | —   | 5–0 |     |
| 4   | Wit-Rusland | 3   | 0 | 0 | 3 | 0   | 0  | 8  | −8  |                                   | — | —   | —   | —   |     |

### Groep 4
De wedstrijden werden gespeeld tussen 24 mei en 29 mei 2011 in Polen.
| Pos | Team     | Wed | W | G | V | Ptn | DV | DT | +/− | Kwalificatie                     |   | IRL | ITA | UKR | POL |
| --- | -------- | --- | - | - | - | --- | -- | -- | --- | -------------------------------- | - | --- | --- | --- | --- |
| 1   | Ierland  | 3   | 2 | 1 | 0 | 7   | 4  | 0  | +4  | Geplaatst voor het hoofdtoernooi |   | —   | 3–0 | 0–0 | 1–0 |
| 2   | Italië   | 3   | 2 | 0 | 1 | 6   | 4  | 4  | 0   |                                  |   | —   | —   | 1–0 | 3–1 |
| 3   | Oekraïne | 3   | 0 | 2 | 1 | 2   | 1  | 2  | −1  |                                  | — | —   | —   | 1–1 |     |
| 4   | Polen    | 3   | 0 | 1 | 2 | 1   | 2  | 5  | −3  |                                  | — | —   | —   | —   |     |

### Groep 5
De wedstrijden werden gespeeld tussen 19 mei en 24 mei 2011 in Tsjechië.
| Pos | Team      | Wed | W | G | V | Ptn | DV | DT | +/− | Kwalificatie                      |   | CZE | RUS | NED | ISR |
| --- | --------- | --- | - | - | - | --- | -- | -- | --- | --------------------------------- | - | --- | --- | --- | --- |
| 1   | Tsjechië  | 3   | 2 | 1 | 0 | 7   | 3  | 1  | +2  | Geplaatst voor het hoofdtoernooi. |   | —   | 0–0 | 1–0 | 2–1 |
| 2   | Rusland   | 3   | 1 | 2 | 0 | 5   | 4  | 2  | +2  |                                   |   | —   | —   | 1–1 | 3–1 |
| 3   | Nederland | 3   | 0 | 2 | 1 | 2   | 2  | 3  | −1  |                                   | — | —   | —   | 1–1 |     |
| 4   | Israël    | 3   | 0 | 1 | 2 | 1   | 3  | 6  | −3  |                                   | — | —   | —   | —   |     |

### Groep 6
De wedstrijden werden gespeeld tussen 28 april en 3 mei 2011 in Noorwegen.
| Pos | Team      | Wed | W | G | V | Ptn | DV | DT | +/− | Kwalificatie                      |   | SRB | WAL | NOR | MDA |
| --- | --------- | --- | - | - | - | --- | -- | -- | --- | --------------------------------- | - | --- | --- | --- | --- |
| 1   | Servië    | 3   | 2 | 0 | 1 | 6   | 10 | 3  | +7  | Geplaatst voor het hoofdtoernooi. |   | —   | 2–3 | 3–0 | 5–0 |
| 2   | Wales     | 3   | 2 | 0 | 1 | 6   | 6  | 5  | +1  |                                   |   | —   | —   | 1–3 | 2–0 |
| 3   | Noorwegen | 3   | 2 | 0 | 1 | 6   | 7  | 4  | +3  |                                   | — | —   | —   | 4–0 |     |
| 4   | Moldavië  | 3   | 0 | 0 | 3 | 0   | 0  | 11 | −11 |                                   | — | —   | —   | —   |     |

### Groep 7
De wedstrijden werden gespeeld tussen 31 mei en 5 juni 2011 in Turkije.
| Pos | Team            | Wed | W | G | V | Ptn | DV | DT | +/− | Kwalificatie                      |   | TUR | GER | HUN | MKD |
| --- | --------------- | --- | - | - | - | --- | -- | -- | --- | --------------------------------- | - | --- | --- | --- | --- |
| 1   | Turkije         | 3   | 3 | 0 | 0 | 9   | 10 | 2  | +8  | Geplaatst voor het hoofdtoernooi. |   | —   | 1–0 | 6–1 | 3–1 |
| 2   | Duitsland       | 3   | 2 | 0 | 1 | 6   | 8  | 1  | +7  |                                   |   | —   | —   | 3–0 | 5–0 |
| 3   | Hongarije       | 3   | 1 | 0 | 2 | 3   | 5  | 11 | −6  |                                   | — | —   | —   | 4–2 |     |
| 4   | Noord-Macedonië | 3   | 0 | 0 | 3 | 0   | 3  | 12 | −9  |                                   | — | —   | —   | —   |     |